# Richard Altorfer
Richard Altorfer (* 25. Januar 1949; heimatberechtigt in Bassersdorf) ist ein Schweizer Arzt, Verleger und Politiker (FDP).
Von 1969 bis 1975 studierte Altorfer Medizin an der Universität Basel und schloss mit Staatsexamen und Promotion ab. Von 1983 bis 1998 führte er eine allgemeinmedizinische Praxis in Schaffhausen. Heute ist Altorfer Leiter und einziger Verwaltungsrat der Rosenfluh Publikationen AG.
Altorfer gehörte von 1997 bis 2012 dem Schaffhauser Kantonsrat an und war Mitglied der Gesundheitskommission, die er 2009–2010 präsidierte. Er ist zudem Mitglied des lokalen Rotary-Clubs (Präsident 2010/2011) und setzt sich für Tierschutz ein.

## Schriften
- Gastroenterologie. In: Ars medici. Rosenfluh-Publikationen, Neuhausen am Rheinfall. Jahrgang 99 (2009), Dossier 6.
- Herbert Cerutti (Hrsg.), Richard Altorfer, Werner Hadorn et al. (Mitverfasser): China – wo das Pulver erfunden wurde. Naturwissenschaft, Medizin und Technik in China. Verlag Neue Zürcher Zeitung, Zürich 1985, ISBN 3-85823-135-5.